# 天桥岭林业局
天桥岭林业局是一个位于中华人民共和国吉林省延边朝鲜族自治州汪清县的类似乡级单位，亦是长白山森工集团所属的一个林业局。
天桥岭林业局始建于1959年7月，辖区面积19.4万公顷，其中林业用地18.4万公顷，人口总数17349人。

## 行政区划
天桥岭林业局下辖以下单位：
天桥岭林业局社区、桶子沟林场、太阳林场、响水林场、八人沟林场、大安林场、西大河林场、向阳林场、上河林场、内河林场、桦皮林场、新开林场、张家店林场、葡萄沟林场和新华林场。